# Ольховка (Московская область)
Ольховка — деревня в Ступинском районе Московской области в составе Семёновского сельского поселения (до 2006 года входила в Ивановский сельский округ). На 2015 год в Ольховке 3 улицы, 1 тупик и 3 садовых товарищества. Деревня связана автобусным сообщением с соседними населёнными пунктами.

## Население
| 2002 | 2006 | 2010 |
| ---- | ---- | ---- |
| 57   | ↘50  | ↘39  |

Ольховка расположено на северо-западе центральной части района, на безымянном ручье бассейна реки Лопасня, в полукилометре от внутренней стороны большого Московского кольца, высота центра деревни над уровнем моря — 171 м. Ближайшие населённые пункты: Назарово — около 0,5 км на северо-восток, Макеево — в 1,3 км на северо-запад и Ивановское — примерно в 1 км западнее.